# Kirsten Cohen
 (janvier 2008).
Si vous disposez d'ouvrages ou d'articles de référence ou si vous connaissez des sites web de qualité traitant du thème abordé ici, merci de compléter l'article en donnant les références utiles à sa vérifiabilité et en les liant à la section « Notes et références ».
Kirsten Cohen (née Nichol) est un personnage fictif de la série télévisée Newport Beach. Elle est interprétée par l'actrice Kelly Rowan.
Kirsten est la fille aînée de Caleb Nichol et la sœur de Hailey Nichol. Elle a obtenu un diplôme d’histoire de l’art de l’Université de Californie à Berkeley.
Avant de se marier à Sandy Cohen et de donner naissance à Seth, Kirsten est revenue de Berkeley et a rejoint la société de son père, le Newport Group.
Elle est alcoolique mais son mari l'aide, elle se reprend alors, grâce à  l'amour qu'elle porte à sa fille .
Son père meurt juste après s'être fâché avec elle.
Vers la fin de la saison 4, elle tombe enceinte d'une petite-fille, Sophie Rose Cohen, qui naîtra dans la future maison familiale à Berkeley.